# Knoppbräcka
Knoppbräcka (Saxifraga cernua) är en växtart i familjen stenbräckeväxter. 